# Изведи ме
Изведи ме је српска телевизијска емисија која се приказивала од понедељка (раније уторком, касније четвртком) од 21. новембра 2016. до 1. јануара 2018. године, која је базирана на аустралијско-британску верзију емисије Take Me Out (односно, Taken Out).

## Формат
Циљ емисије је био да један мушкарац добије састанак са једном од тридесет девојака. Девојке су стајале на бини испод тридесет белих светала, свака са дугметом испред себе. Један мушкарац је тада спуштен на сцену преко љубавног лифта и покушао је да убеди жене да пристану да буду његов пратилац у низу рунди, те због чега водитељ пушта видео снимак о њему и о томе како прича о његовој прошлости (изузев тога, детињство) и како ће он у нади да постане (спорт, певање итд.) или пушта се спот неког извођача у коме је гост емисије.
У било ком тренутку током рунди, девојке су кренуле да притисну дугме испред себе да угасе светло ако не желе састанак са мушкарцем. Ако се то догоди, њихова област позорнице постаје црвена. Ако би на крају три круга остала упаљена светла, мушкарац би сам угасио сва преостала светла осим два или мање. Тада би имао прилику да постави једно питање последње две девојке, пре него што одабере са којим од девојки жели да иде на састанак тако што би угасио још једно светло. Ако би мушкарцу остала два светла на крају 3. рунде, он би само поставио своје питање две преостале девојке и ако је остало само једно светло на крају 3. рунде, он ће отићи на састанак са том девојком не постављајући јој своје питање.

### 1. рунда
У овој рунди мушкарац се спушта низ љубавни лифт. Упознаје девојке и онда каже како се зове и одакле је. Водитељ понавља, али после са једном од фраза. Тада девојке могу да угасе светло.

### 2. рунда
У овој рунди водитељ пушта видео снимак о мушкарцу. Описује његову личност и оно што ради, док у специјалним (новогодишњим) епизодама водитељ пушта спот извођача у коме је гост емисије. У сваком тренутку девојке могу да угасе светло.

### 3. рунда
У овој рунди човек показује вештину у студију. У сваком тренутку девојке могу да угасе светло.

### 4. рунда
У овој рунди мушкарац гаси светла преосталим девојкама док не остану упаљене само две. Алтернативно, ако је остала само једна или две девојке из 3. круга, онда се 4. круг у потпуности прескаче.

### 5. рунда
У овој рунди мушкарац поставља питање девојкама које остају. Мушкарац тада гаси светло једној девојци. Водитељ испитује изабрану девојку да ли би радије упознали мушкарчеву 'љубав на прво светло' или не. Затим се састају, пењу се великим степеницама насупрот љубавног лифта и имају интервју у бекстејџу.

## Епизоде

### Сезоне
| Сезона | Сезона | Број епизода | Телевизија | Премијерно емитовање | Премијерно емитовање |
| Сезона | Сезона | Број епизода | Телевизија | Почетак емитовања    | Завршетак емитовања  |
| ------ | ------ | ------------ | ---------- | -------------------- | -------------------- |
|        | 1      | 36           | ТВ Пинк    | 21. новембар 2016.   | 28. август 2017.     |
|        | 2      | 6            | ТВ Пинк    | 7. децембар 2017.    | 1. јануар 2018.      |

### Такмичари

#### Женски такмичари
Свака епизода (између осталог и међународне верзије емисије) су представљене око 30 и више девојака. Списак девојака из српске верзије су:
- Милица Лековић
- Лидија Јовановић
- Кристина Мумин
- Ана Младенов
- Анђела Јовановић
- Катарина Љотић
- Маја Миловановић
- Ива Маџоски
- Тијана Марковић
- Катарина Васић[5]
- Кристина Камалиана
- Сања Рајковић[6]
- Слађана Симулов
- Невена Љубисављевић „Ненси”[7]
- Тијана Чучин
- Теодора Ђуричић
- Мина Боројевић
- Ивана Чоловић Филиповић
- Меланија Станковић
- Марина Тадић
- Марија Егеља
- Свитлана Зајац
- Инес Клара
- Анђела А. Мирић
- Јована Баковљев
- Милица Стојшић
- Теа Тодоровић
- Милица Пантелић
- Катарина Живковић
- Наташа Шавлија
- Сенада Нуркић „Маца Дискреција”
- Биљана Обрадовић
- Теодора Џехверовић
- Весна Дедић
- Љупка Стевић
- Деа Ђурђевић
- Ивана Каличанин
- Маја Николић
- Душица Јаковљевић
- Милица Дабовић
- Тамара Ружић
- Марија Живковић
- Катарина Гардијан
- Кристина Лалић
- Наташа Бједић
- Оља Црногорац
- Теодора Мијушковић
- Рада Раденовић
- Данијела Раденковић
- Јелена „Јелица” Здравковић
- Ирена Ђурић
- Николина Тимотијевић
- Николина Стојичевић
- Ружица Раџхабов
- Софија Јашаревић
- Зорана Павић
- Виолета Јовановић „Вивиен”
- Миња Чабак
- Јелена Обрадовић
- Теодора Малешић
- Марија Станојевић
- Лана Стојановић
- Јована Марић Ристић
- Тања Кнежевић
- Ана Филиповић
- Санела Гредељ Кркић
- Тијана Митровић Ивановић
- Даница Јовић
- Ана Раковић
- Милена Ћеранић
- Јелена Голубовић
- Станија Добројевић
- Бојана Ристић
- Тамара Шарчевић
- Тина Ђиновић
- Јелена Марковић
- Анастасија Јовановић
- Катарина Лалић
- Емилија Милојевић
- Тијана Стојиљковић
- Кристина Караџић
- Владана Ђаков
- Иваница Ива Миливојевић
- Маја Тодоровић
- Невена Марковић
- Весна Микуља
- Јована Чековић
- Зорана Сречковска
- Јована Миличевић
- Јована Стојановић Кочић
- Јована Б.
- Олга
- Маша
- Тијана Ј.
- Ђурђица
- Марија К.
- Мима
- Ема
- Сузана
- Стефана
- Цока
- Ребека
- Сања
- Ена
- Јеца
- Ања
- Миа
- Дијана К.
- Меги
- Нина
- Милица С.
- Биби
- Драгана
- Алекс
- Жељка
- Тина К.
- Ирена
- Ивана
- Валентина
- Јелица
- Наташа
- Теа
- Кристи
- Александра
- Миа
- Јелена А.
- Емилија
- Тијана М.
- Анђела М.
- Јована Ч.
- Маја Ј.
- Теодора
- Ела
- Леила
- Ана В
- Ана П.
- Милица Х.
- Анђела
- Милена
- Мицика
- Дуња
- Маријана
- Катарина Ж.
- Сара Ж.
- Викторија
- Медам
- Жозе
- Маја С.
- Биљана
- Кристина М.
- Кристина П.
- Маријана П.
- Јоцка
- Ана
- Деа
- Даница
- Леонтина
- Драгана
- Маја

#### Мушки такмичари
- Вања Коларинка
- Игор Спасовић
- Марко Вилишевић
- Дамир Бузовић
- Лука Будимир
- Сергеј Стевановић
- Игор Милошевић
- Стефан Милановић
- Дамир Хандановић
- Марко Живић
- Вукадин Гојковић „Вук Моб”
- Саша Плећевић
- Милош Илић
- Амел Ћеман Ћемо
- Александар Сушић
- Никола Мандић
- Игор Павловић
- Немања Јовановић
- Јовица Миљковић
- Милош Микуљанац
- Драган Лазић
- Бранко Попадић
- Влада Марјановић
- Александар Николић
- Предраг Милосављевић
- Мишел Ерић
- Борис Лилић
- Миомир Чуковић
- Љубомир Перућица
- Александар Живановић
- Василија Трипковић
- Ђорђе Петковић
- Иван Марић
- Стефан Цветковић
- Никола Симеуновић
- Марко Петровић
- Никола Петровац
- Јован Маричић
- Александар Шушић
- Стефан Ковачев
- Алекса Лазарић
- Марко Поточа